# Pintura de Petrikivka
La pintura de Petrikivka (en ucraniano: Петриківський розпис), o simplemente Petrikivka, es un estilo pictórico decorativo tradicional ucraniano, originario del pueblo de Petrikivka, en la óblast de Dnipropetrovsk, donde se utilizaba tradicionalmente para decorar paredes y objetos cotidianos del hogar. Los primeros ejemplos conocidos de este estilo datan del siglo XVIII, pero continúa prosperando y desarrollándose como forma de arte moderno.
Las características distintivas de este estilo de arte popular son sus patrones florales, sus técnicas de pincel distintivas y su fondo tradicionalmente blanco (sin embargo, los pintores contemporáneos suelen trabajar sobre fondos negros, verdes, rojos o azules).
En 2012, el Ministerio de Cultura de Ucrania reconoció la pintura de Petrikivka como parte del patrimonio cultural inmaterial de Ucrania y fue incluida en la Lista Representativa del Patrimonio Cultural Inmaterial de la Humanidad de la UNESCO en 2013. La pintura de Petrikivka se ha convertido en una marca registrada en la cultura popular ucraniana, y se ha creado la marca registrada "Petrikivka", perteneciente a los artesanos del pueblo.

## Historia

### Historia temprana
Se cree que la pintura de Petrikivka se originó a partir de las decoraciones murales de las casas de pueblo. Las decoraciones murales pintadas eran comunes en muchas partes de Ucrania, y cada región tenía sus propios estilos característicos. Era tradición restaurar la pintura una o dos veces al año. Además de los murales, también se decoraban objetos domésticos de madera y otros materiales, en particular baúles (y, en especial, los baúles nupciales). Más tarde, surgió la tradición de los mal'ovky (en ucraniano: мальовки), en la que las pinturas realizadas previamente por un maestro sobre papel podían utilizarse para decorar las paredes de las casas sin necesidad de que un pintor las visitara en persona. También existen ejemplos de iconos religiosos del siglo XVIII de la región del Dniéper con ornamentación floral, que también podría considerarse un antecesor del estilo moderno de Petrikivka.
Las pinturas murales ucranianas más antiguas con adornos florales datan de la segunda mitad del siglo XIX y principios del XX en las regiones de Dnipropetrovsk, Ucrania Libre, Podolia y Uman, y probablemente guardan relación o tienen un origen común con el estilo Petrikivka.
La pintura ornamental sobre paredes y sobre papel era común en muchos pueblos de la zona del óblast de Dnipropetrovsk, pero alcanzó su mayor prevalencia y desarrollo en el pueblo de Petrikivka, de donde el estilo toma su nombre. La decoración mural de viviendas existe en Petrikivka desde al menos 1860, y las obras sobre papel, desde finales del siglo XIX. Desde la época del Sich de Zaporiyia, a mediados del siglo XVIII, hasta mediados del siglo XIX, estas tierras estuvieron pobladas principalmente por colonos de las regiones de Poltava y Slobodá, y es posible que estos inmigrantes trajeran esta tradición pictórica a Petrikivka. No existen descripciones de la decoración mural en la zona de Poltava en el siglo XIX, pero sí hay informes de decoración mural en la región de Slobodá, como en 1860 en la zona de Kúpiansk, gobernación de Járkov. Por lo tanto, se ha propuesto que la tradición de Petrikivka se originó en la región de Sloboda. Sin embargo, también existen cajas con pintura floral decorativa de Poltava que datan de la segunda mitad del siglo XIX. Otra hipótesis alternativa es que este estilo pictórico provino de Podolia a través de Uman. Sin embargo, los murales con adornos florales aparecieron allí mucho más tarde.

### Reconocimiento y establecimiento (1911-1936)
No existen referencias históricas detalladas sobre la pintura de Petrikivka antes de principios del siglo XX, cuando el etnógrafo Dmitró Yavornitski se interesó por ella y encargó a Yevhenia Evenbaj, una de sus alumnos, que realizara copias y recopilara muestras (incluyendo murales) en dos expediciones en 1911 y 1913. Estos "descubrimientos" sentaron las bases de una exposición en San Petersburgo en 1913. Otra investigadora temprana de la pintura de Petrikivka fue Yevhenia Berchenko, quien organizó exposiciones en Leningrado en 1928.
Las exposiciones de artistas de Petrikivka tuvieron lugar en 1935 y 1936 en Kiev, Leningrado y Moscú, e incluyeron obras de Tatiana Pata, Nadia Bilokin, Yarina Pilipenko, Hanna Isaiev, Vasil Vovk y Ganna Pavlenko. Esto popularizó enormemente la pintura de Petrikivka, hasta entonces prácticamente desconocida para el público general. Tras estas exposiciones, Tatiana Pata y Nadia Bilokin recibieron el título honorífico de "Maestras de Arte Popular".
También en 1935 y 1936, se impartió en Petrikivka una escuela especial de pintura decorativa de dos años de duración. La instructora principal fue Tatiana Pata, quien formó a toda una generación de artistas que posteriormente consolidarían la pintura de Petrikivka como una forma de arte contemporáneo. Tatiana Pata suele ser considerada la fundadora de la escuela de pintura de Petrikivka, aunque en realidad solo continuaba una tradición que había aprendido de su abuela.

#### Artistas de Petrikivka en Kiev

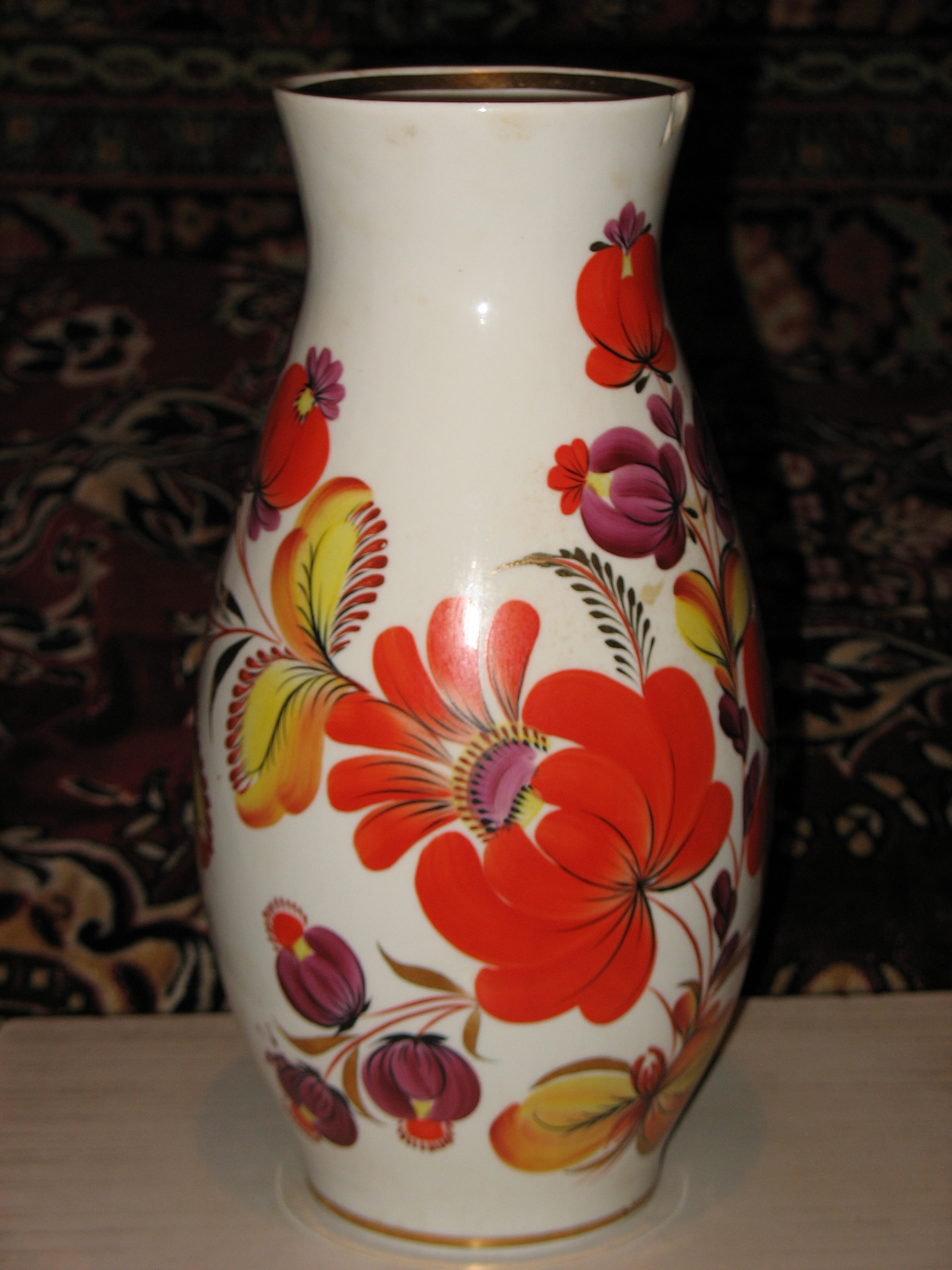
Jarrón de porcelana de Kiev con pintura de Petrikivka de Marfa Timchenko

Varios alumnos de Tatiana Pata se mudaron a Kiev entre 1936 y 1944, lo que propició el primer uso de la pintura de Petrikivka en la producción industrial de la Fábrica de Recuerdos Tarás Shevchenko de Kiev (en ucraniano: Київська сувенірна фабрика ім. Т. Г. Шевченка). Fue aquí donde se introdujo por primera vez la pintura barnizada sobre un fondo negro no tradicional, una técnica que posteriormente también se utilizó en el propio pueblo de Petrikivka. Esta se convirtió en la forma más común de pintura Petrykivka durante la época soviética.
Estos artistas también comenzaron a utilizar el estilo de Petrikivka para la decoración de porcelana. El primer intento de este tipo lo realizó Halyna Pavlenko en 1936, mientras estudiaba en la Escuela de Artes Populares de Kiev. En 1937 y 1938, se le unieron Vira Pavlenko, Marfa Timchenko y Pelahia Hlushchenko.
La decoración de porcelana al estilo Petrikivka fue desarrollada con mayor profundidad en 1944 por las hermanas Pavlenko y Vira Klimenko-Zhukov en la Fábrica Experimental de Arte Cerámico de Kiev. Marfa Timchenko también se incorporó a dicha fábrica en 1953, donde su trabajo fue ampliamente reconocido. Los jarrones de porcelana decorados personalmente por Marfa Timchenko fueron entregados como regalo por los líderes soviéticos a dignatarios extranjeros, incluidos Richard Nixon, Mao Zedong, Fidel Castro y Josip Broz Tito.

### Desarrollo de 1950 a 1980
En Petrikivka existía un taller de producción textil desde 1929. En 1958, se creó en dicho taller un taller cooperativo para la producción de objetos pintados y barnizados de Petrikivka. Entre los artistas de dicho taller se encontraban algunos de los alumnos más talentosos de Tatiana Pata. En 1958, el personal del taller incluía a Hanna Isaieva, Yavdoja Kliupa, Maria Shishatska, Nadia Shulik, Iván Zavhorodni, Halina Prudnikova, Oleksandra Pikush, Vira Tezik, Nina Turchin, Hanna Danileiko y Zoia Kudish. En 1961, la cooperativa se reorganizó como la Fábrica de Pinturas de Petrikivka "Amistad". La mayoría de los productos de la fábrica, en particular cajas y platos, se fabricaban con serrín prensado, que se cubría con pintura negra, se decoraba y luego se barnizaba. El director artístico de la fábrica hasta 1970 fue Fedir Panko. De 1970 a 1988, este cargo lo ocupó Vasil Sokolenko, y posteriormente Anatoli Chernuski, Volodímir Hlushchenko y Serhii Dreshpak. Su consejo asesor artístico incluía a maestros de la talla de Hanna Samarska y Yavdoja Kliupa. A finales de la era soviética, la fábrica empleaba a unas quinientas personas. Platos, cajas, bandejas, jarrones y otros recuerdos decorados con Petrikivka se convirtieron en la seña de identidad de Ucrania y se exportaron a 80 países. En 2006, la fábrica fue liquidada por quiebra y en 2011 fue completamente destruida por desconocidos que desmantelaron los talleres y las prensas.
La Escuela de Arte Infantil T. Pata de Petrikivka también se fundó en 1958. Sus profesores fundadores fueron Fedir Panko y Vasil Sokolenko, ambos alumnos de Tatiana Pata. Mientras trabajaban simultáneamente en la fábrica de Petrikivka, enseñaron esta disciplina a la siguiente generación de artistas: la mayoría de los artistas de Petrikivka de la segunda mitad de la era soviética fueron alumnos suyos. Posteriormente, Valentina Panko y Maria Pikush, ambas graduadas de la Escuela, se convirtieron en profesoras allí. Pikush se convirtió en su directora en 1995.
En las décadas de 1960 y 1970 se publicó una serie de álbumes de reproducciones de pinturas de Petrikivka, editados por los reconocidos historiadores del arte Natalia Hlujenka y Boris Butnik-Siverski. Su gran tirada contribuyó significativamente a popularizar el estilo pictórico de Petrikivka en la Ucrania soviética.
En 1970, Fedir Panko también fundó el Taller Experimental de Pintura de Petrikivka, bajo los auspicios de la Unión Nacional de Artistas de Ucrania de Dnipropetrovsk, en un edificio en el centro del pueblo de Petrikivka. A diferencia de la Fábrica de Pintura de Petrikivka, sus obras se realizaban principalmente sobre madera y papel, y sobre un fondo claro (a diferencia del fondo negro que se usaba habitualmente en la fábrica). El trabajo de los artistas del Taller Experimental era más creativo, libre y diverso que en la Fábrica, donde los artesanos comunes copiaban principalmente obras de los directores artísticos. Además de Panko, el Taller incluía a los artistas Hanna Isaieva, Nadia Shulik, Nina Turchin, Andri Pikush, Maria Pikush, Tetiana Harkava, Valentina Deka, Lidia Bulavin, Maria Yanenko, Natalia Stativa-Zharko, Valentina Panko y Halina Nazarenko.

### Historia reciente

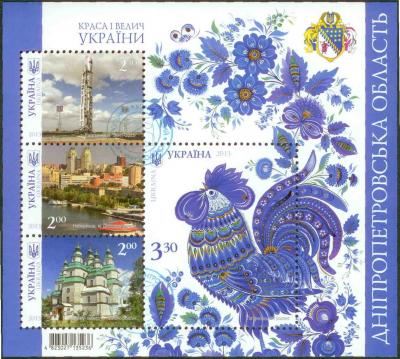
Bloque de sellos postales de 2013 con una reproducción de la obra Gallo en flores de Volodímir Hlushchenko (2009).

En 1998, el Taller Experimental se convirtió en la base del Centro de Arte Popular de Petrikivka, bajo la dirección de Andrii Pikush, considerado el núcleo del estilo pictórico de Petrikivka. El Centro reúne a aproximadamente 40 destacados artistas de Petrikivka, incluyendo miembros de la Unión Nacional de Artistas de Ucrania y Artistas Populares Distinguidos de Ucrania. Esta institución ha albergado a artistas como Volodímir Hlushchenko, Nina Turchin, Valentina Deka, Lidia Bulavin, Maria Yanenko, Valentina Panko y Halina Nazarenko. Además, muchos artistas importantes residen actualmente en Petrikivka, pero no trabajan en el Centro Petrikivka, y otros artistas formados en la pintura de Petrikivka viven y trabajan en diversas ciudades de Ucrania, donde continúan desarrollando el estilo.
Desde 2007 se celebra anualmente en septiembre un festival regional de arte popular llamado Petrikivski Divotsvit. Este festival incluye mercados, talleres, exposiciones y conciertos. En 2013 y 2014, el festival tuvo lugar en Dnipró y, en los años posteriores, en Petrikivka.
En 2012, el Ministerio de Cultura de Ucrania reconoció la pintura de Petrikivka como parte del patrimonio cultural inmaterial de Ucrania y fue incluida en la Lista Representativa del Patrimonio Cultural Inmaterial de la Humanidad de la UNESCO en 2013. En enero de 2013, se registró la marca Petrikivka, diseñada por Liudmila Horbulia, y fue donada para su uso por la comunidad del pueblo de Petrikivka y sus artesanos como símbolo de autenticidad.

## Técnica y características

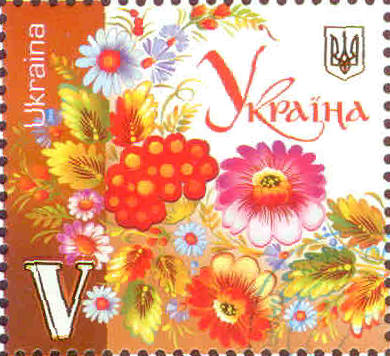
Pinturas de Petrikivka en sello ucraniano, 2010

La pintura de Petrikivka está tradicionalmente dominada por formas vegetales, en particular flores. A veces, se representan como formas abstractas que no necesariamente corresponden a ninguna especie vegetal reconocible de la naturaleza. En otros casos, se basan en flores comunes de jardín (como dalias, ásteres, tulipanes, rosas), flores silvestres (p. ej., manzanilla, aciano) y otras plantas (como bayas de vibernum, fresas y uvas). También son comunes las hojas de acanto y los capullos de flores. La imaginería vegetal se combina a menudo con aves, y en ocasiones con imágenes de animales y personas, que suelen representarse de forma un tanto fantasiosa. Los diseños también suelen utilizar la imagen de un fénix o un pájaro de fuego. Históricamente, la pintura de Petrikivka se realizaba exclusivamente sobre fondos blancos (ya sea paredes encaladas o papel blanco), pero los artistas contemporáneos han utilizado fondos de diversos colores, como el negro, el azul, el verde y el rojo.
La pintura de Petrikivka es descaradamente bidimensional, sin afán de representar una perspectiva realista. El diseño general se construye alrededor de uno o más tallos de plantas, a los que se unen todos los elementos clave de la composición. Estos tallos o ramas no suelen superponerse, y muchos elementos se representan como siluetas. Las figuras de aves, animales y personas suelen representarse de perfil, mientras que las flores suelen mostrarse de frente. Muchos elementos pictóricos (como pétalos, tallos y bayas) se representan con una sola pincelada. Para algunos elementos, como las bayas, los artistas utilizan el dedo para aplicar la pintura, lo que da como resultado una forma redonda característica, clara en el centro y con un "anillo" más oscuro en el borde. Los artistas profesionales de Petrikivka suelen trabajar sin bocetos predefinidos ni instrumentos de medición. En cambio, elaboran la composición mentalmente y no comienzan la ejecución hasta que la han meditado por completo.

### Tipos de pinceladas
La pintura de Petrikivka utiliza cuatro pinceladas características:
- Hrebinets (peine): una pincelada que comienza con una presión más fuerte y una línea gruesa, y termina con un toque más ligero y una línea fina. Se llama así porque la serie de estos trazos se asemeja a un peine.
- Zerniatko (semilla): una pincelada inversa a la hrebinets, con una presión inicial ligera y una presión final fuerte. Al aplicar estas pinceladas a ambos lados de un tallo, el resultado se asemeja a una espiga de trigo.
- Horishok (nuez): consta de dos pinceladas hrebinets curvadas y colocadas una junto a la otra. Al rellenar el espacio central negativo resultante con una pincelada zerniatko, se obtiene una forma similar a la de una avellana.
- Perejidni mazok (trazo de transición): se realiza con un solo pincel y dos pigmentos de diferente color. Un pincel seco se moja primero en una pintura (p. ej., verde) y luego en otra (p. ej., amarilla). El resultado es una línea de pintura amarilla que gradualmente se torna verde.[23]

### Materiales
Tradicionalmente, los pigmentos se extraían de hierbas, hojas, bayas y flores mediante métodos de preparación específicos. El rojo se obtenía del zumo de cereza, el verde, de hierbas y solanáceas, y el azul, de las flores de campanilla de invierno. Diversos tonos de amarillo se obtenían de pétalos de girasol, cáscaras de cebolla y corteza de plántulas de manzano. Los pigmentos se diluían con yema de huevo o leche, y se fijaban con savia de cereza o azúcar de remolacha azucarera. Los tintes sintéticos aparecieron mucho más tarde, y el gouache y la acuarela solo se utilizaron en la posguerra. 
Los propios instrumentos de pintura también eran de origen natural: los pinceles se fabricaban con brotes de árboles, tallos de hierbas de pantano (especialmente juncos y espadañas) y pelo de gato.

## Principales artistas

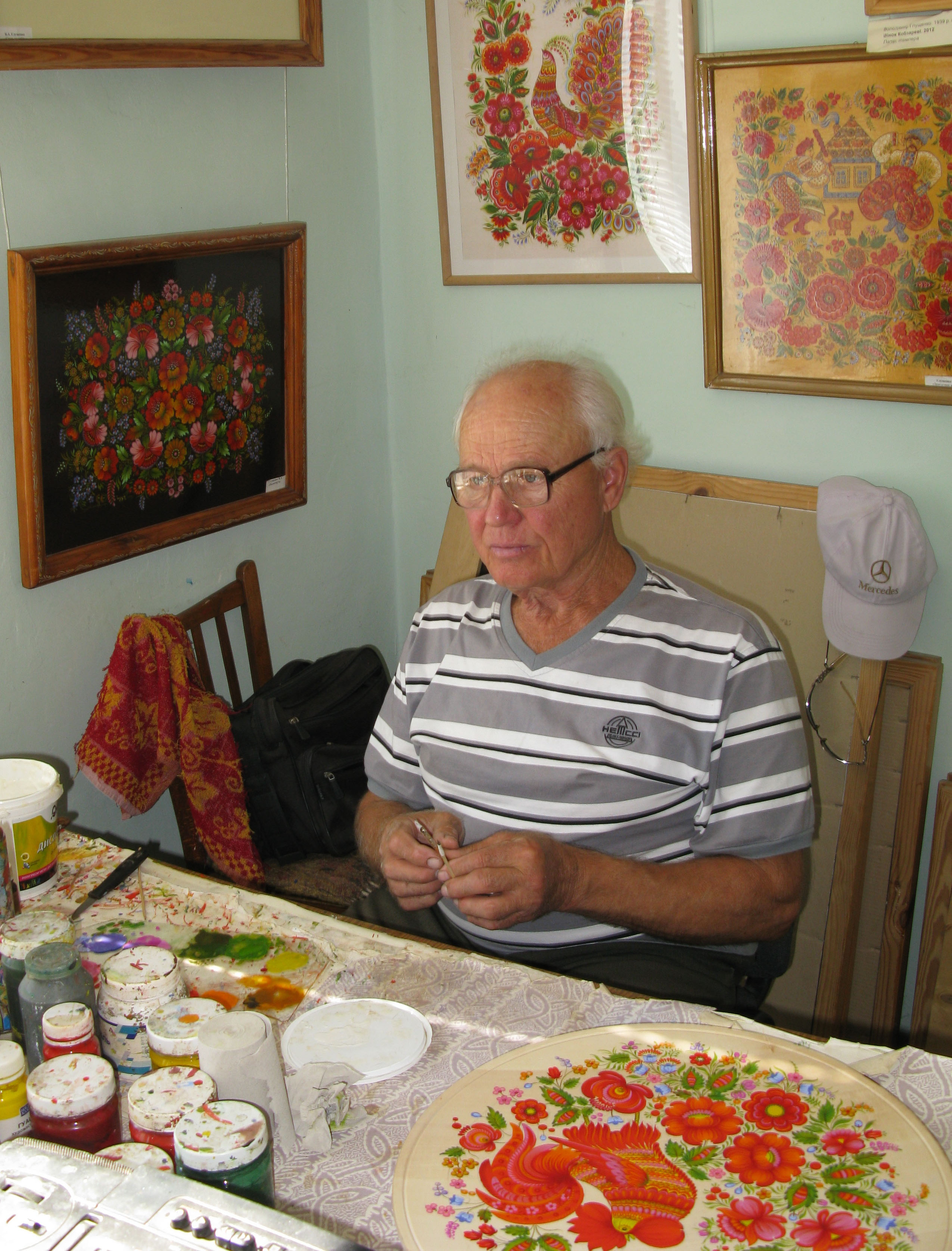
Uno de los artistas más conocidos de pintura de Petrikivka, Volodímir Hlushchenko, trabajando

No existen registros históricos de la pintura de Petrikivka anteriores a principios del siglo XX, por lo que no se han registrado los nombres de los primeros artistas. En gran medida gracias a la obra de Dmitró Yavornitski, se registraron los nombres de los maestros de Petrikivka de principios del siglo XX, como Tatiana Pata, Nadia Bilokin, Yarina Pilipenko y Paraska Pavlenko. Estos artistas son los únicos de su generación cuyas obras se conocen y se conservan en museos con atribución.
Además, existen algunos artistas conocidos nacidos entre 1908 y 1919 que aprendieron la tradición en sus familias (en particular, en las familias de las ya mencionadas Paraska Pavlenko y Yarina Pilipenko), pero que se desarrollaron creativamente bajo la fuerte influencia de Tatiana Pata. Entre ellos se encuentran Hanna Isaieva (de soltera Pilipenko), Nadia Timoshenko, Vasil Vovk, Vera Pavlenko y Halina Pavlenko.
Todos los demás artistas famosos de esta generación fueron alumnos de Tatiana Pata y estudiaron en la Escuela de Arte de Petrikivka entre 1936 y 1941. Estos incluyen: Fedir Panko, Vasil Sokolenko, Marfa Timchenko, Vira Klimenko (más tarde Klimenko-Zhukova), Pelahia Hlushchenko, Yavdoja Kliupa, Maria Shishatska, Oleksandra Pikush, Iván Zavhorodni, Halina Prudnikova, Nadia Shulik, Zoia Kudish, Vekla Kucherenko, Hanna Danileiko, Nadia Pikush y otros.
Entre los maestros del estilo de pintura de Petrikivka se distingue Anna Samara, que fue la única miembro conocida de la generación anterior de pintores que no nació ni se formó en el pueblo de Petrikivka. Dominó el estilo y la técnica en Kiev bajo la influencia indirecta de maestros de Petrikivka como Marfa Timchenko, y continuó desarrollando sus habilidades en la Fábrica de Recuerdos Tarás Shevchenko de Kiev.
La gran mayoría de la siguiente generación estudió pintura de Petrikivka con Fedir Panko y/o Vasil Sokolenko, así como, en algunos casos, con alguno de los otros maestros mencionados. Estos incluyen: Volodímir Hlushchenko, Nina Turchin (Shishatska), Tamara Kudish, Nina Shulik, Vira Tezik, Anatoli Chernuski, Nina Chernuska, Andri Pikush, Maria Pikush, Uliana Skliar, Valentina Panko, Valentina Deka (Stativa), Lidia Bulavin (Stativa), Maria Yanenko (Stativa), Natalia Stativa-Zharko, Halina Nazarenko, Tatiana Harkava (Lapshin), Liudmila Horbulia, Olena Zinchuk, Yulia Nahai, Yarina Nazarenko, Serhi Dreshpak, Valentina Jomenko, Nina Borodina, Katerina Timoshenko, Tamara Teslenko, Natalia Kaliuha, Maria Kurinka (Belmas), Irina Kibets, Olena Yarmoliuk, Olena Skitsiuk (hija de Marfa Timchenko) y otros. Otros artistas importantes de esta generación incluyen a Valentina Karpets-Yermolaieva, Valentina Milenko, Natalia Ribak, Liana Skliar, Tatiana Pata (Skliar), Tamara Vakulenko (Samarska), Oleksandr Vakulenko, Viktoriya Timoshenko, Mikola Deka, Svitlana Bilenko, Natalia Maliarchuk, Volodímir Padun y otros.
Entre las artistas contemporáneas más activas del estilo Petrykivka se encuentran Halyna Nazarenko, Valentina Panko, Viktoria Timoshenko, Natalia Stativa-Zharko, Olena Yarmoliuk y Natalia Maliarchuk. La pintura de Petrikivka ha sido a menudo un oficio familiar, y muchos artistas reconocidos (tanto históricos como contemporáneos) suelen tener artistas de renombre en su familia inmediata. Entre las dinastías más famosas se encuentran las de Panko, Pikush, Stativa y Skliar. En algunos casos, estos vínculos no son evidentes, ya que las portadoras de la tradición solían ser mujeres que cambiaban su apellido tras el matrimonio. También se complica por el hecho de que algunos apellidos relativamente inusuales son bastante comunes en el pueblo de Petrykivka, y dos artistas con el mismo nombre de hecho pueden no ser parientes cercanos.

## Galería

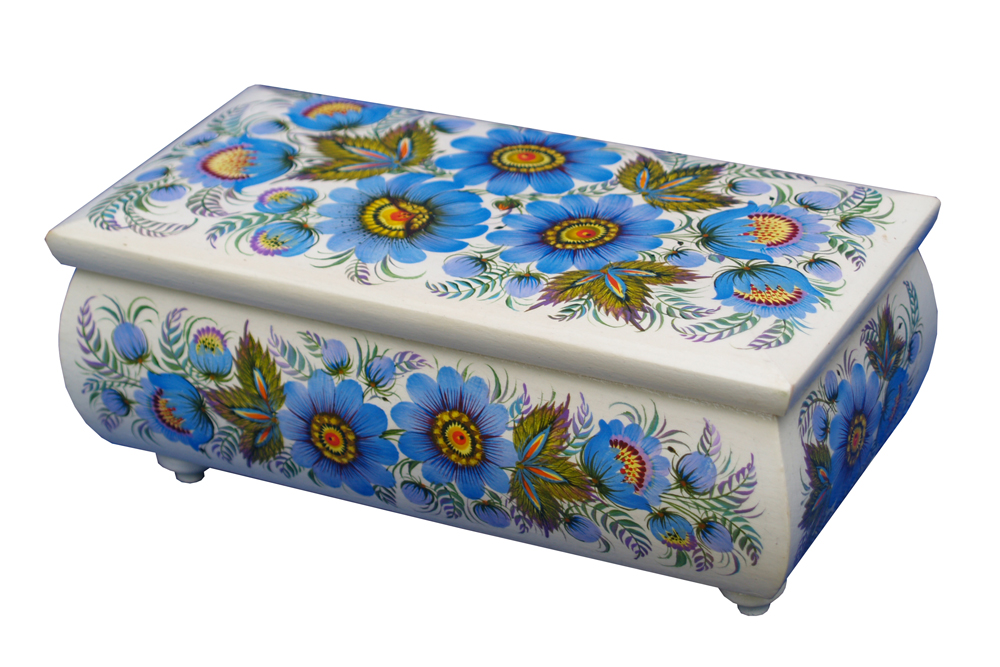
Caja decorativa Flores azules, de Natalia Stativa-Zharko
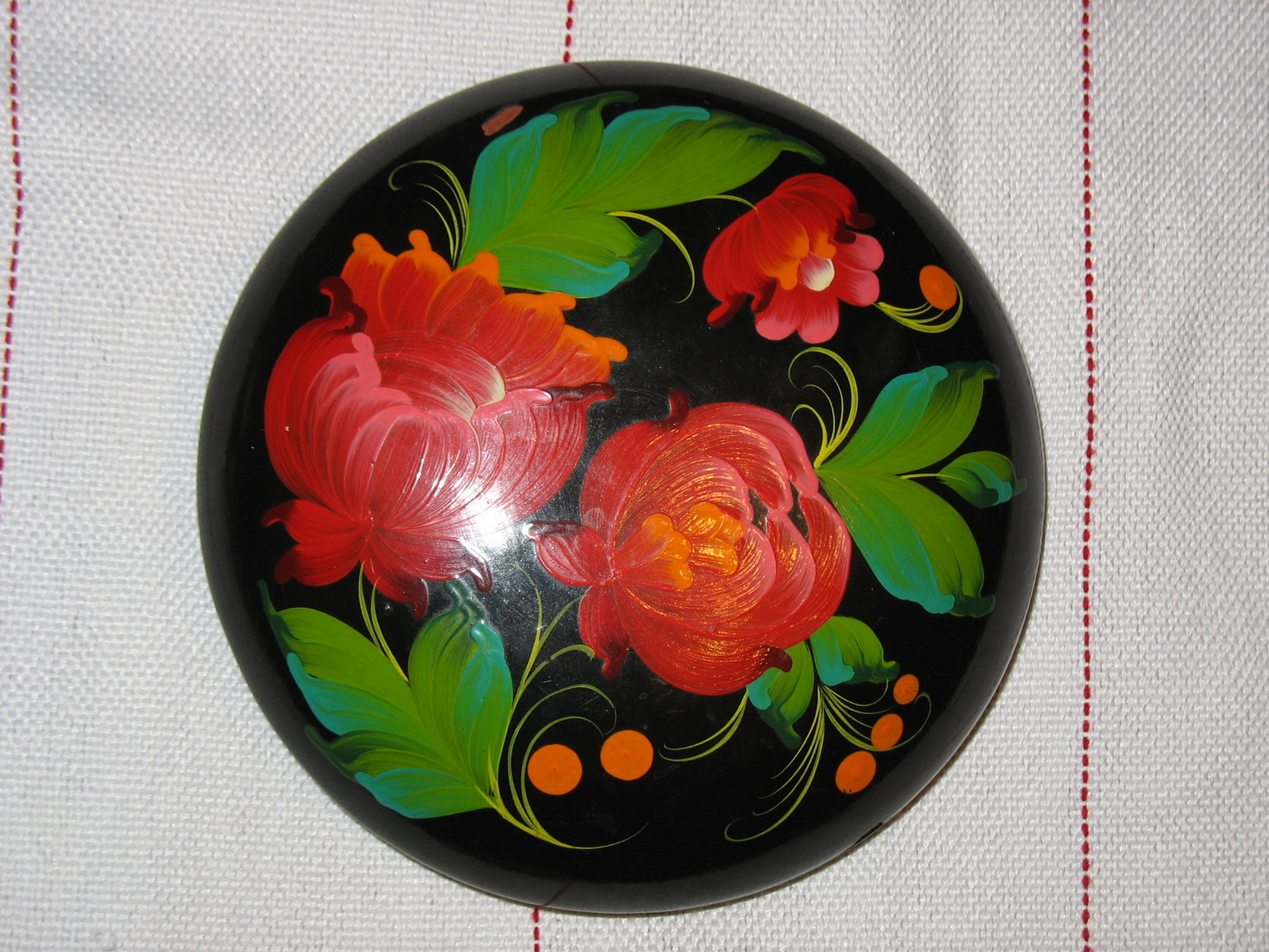
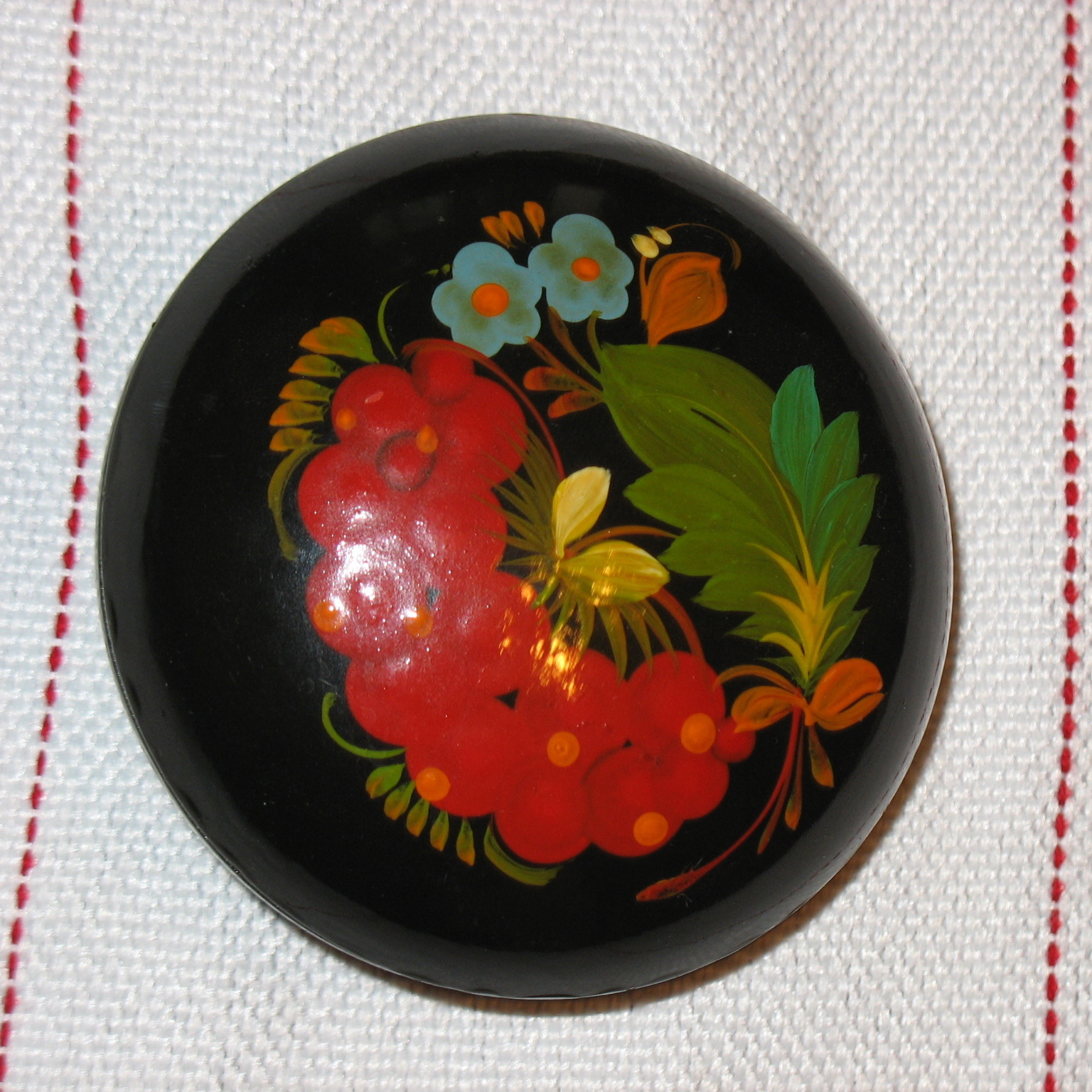
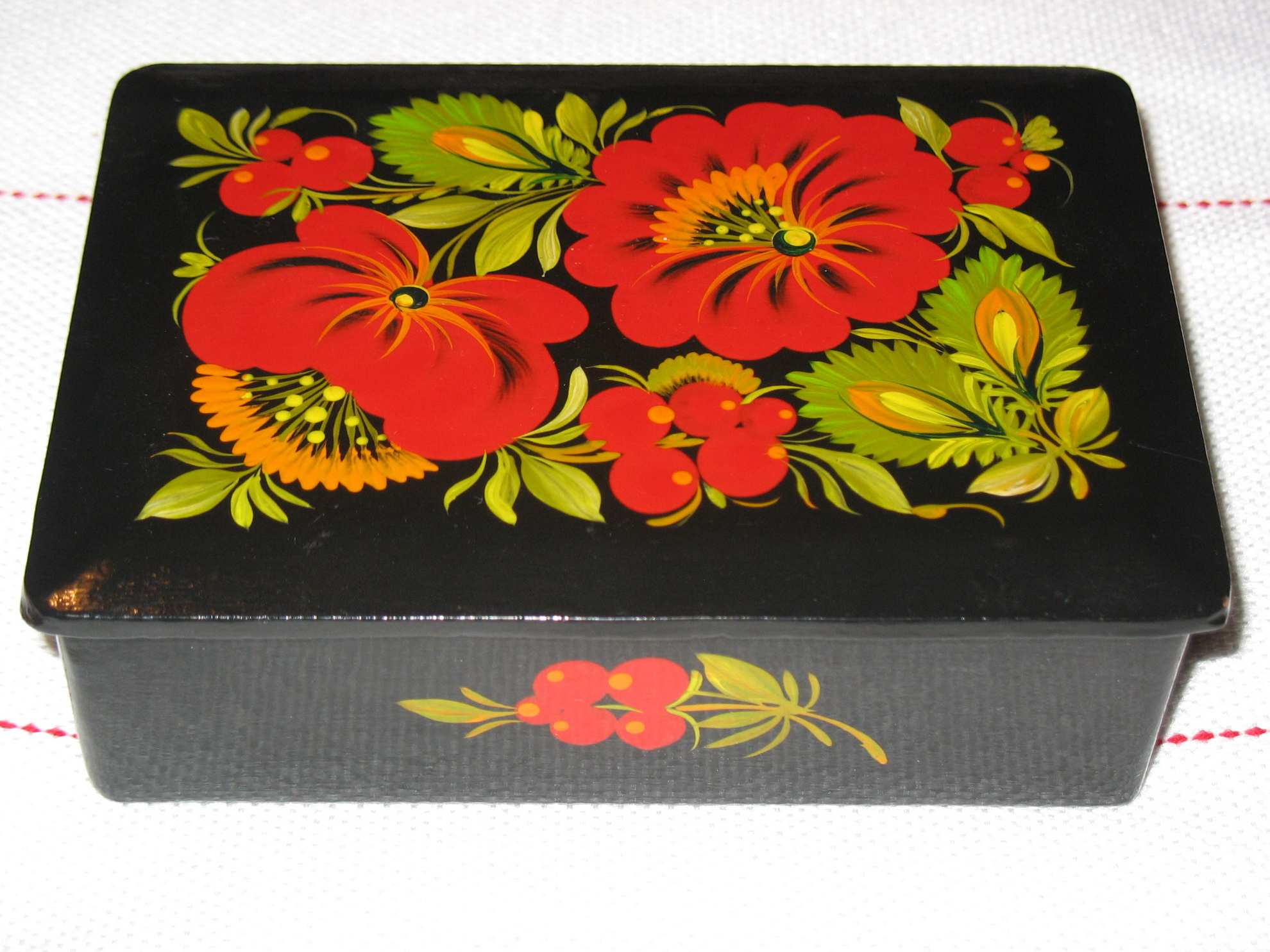
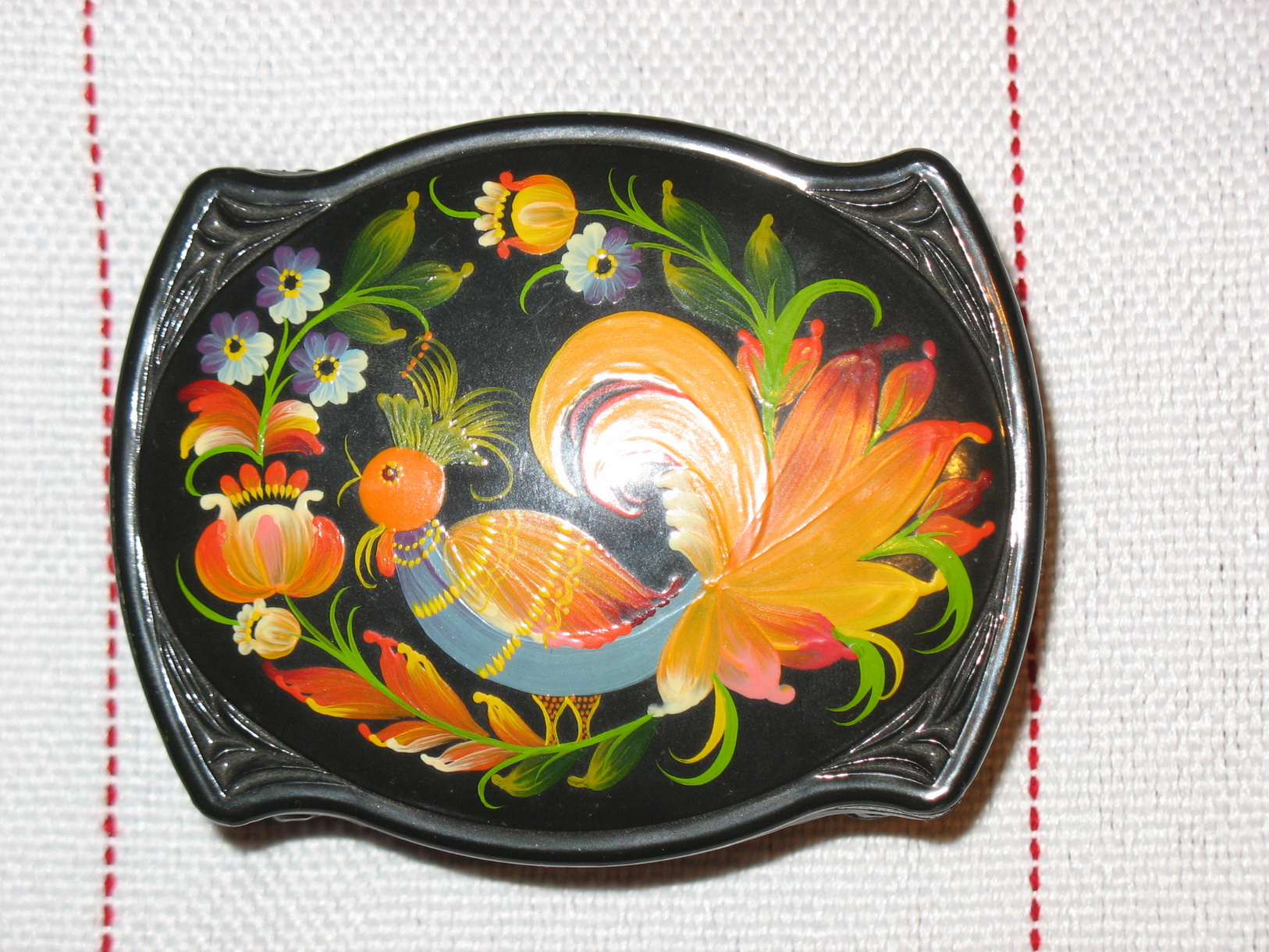